# Прощално писмо до американския народ
Прощално писмо до американския народ (на английски: Farewell Letter to the American People) е писмо, широко публикувано в американската преса през 1832 г. от бъдещия вожд на чокто Джордж Харкинс. Писмото осъжда принудителното извеждане от правителството на САЩ на индианците чокто от родните им земи в днешния щат Оклахома. Писмото все още се счита за един от най-важните документи в историята на американските индианци.

## Предпоставки
До началото на 19-ти век правителството на САЩ и по-специално президентите Джордж Вашингтон и впоследствие Томас Джеферсън провеждат политика за запознаване на индианците от петте цивилизовани племена, които включват чокто, в европейската култура в териториите, които са им предоставени като суверенни нации. Индианците от тези племена приемат християнството, усвояват земеделие и дори „напреднали“ форми на американското земеделие, използвайки черни роби. Въпреки това, когато бялото население нараства, обширните и плодородни индиански земи стават желани от белите заселници. Държавните правителства престават да признават правата на индианските племена върху територията, белите заселници завземат тези земи безнаказано и правителството на САЩ започва последователно да анексира индианските територии по „договорен“ начин. С идването на власт на президента Джаксън е взето радикално решение за презаселване на всички индианци, които искат да запазят племенно самоуправление от източните Съединени щати в индианската територия в района на съвременна Оклахома. Преместването е извършено в съответствие със Закона за изселването, приет през 1830 г. , който външно има „цивилизован“ вид и включва федерално финансиране, но в действителност води до смъртта на голям брой индианци в източните щати. Въпреки че преместването на чокто беше „доброволно“ и като пример за другите, Пътеката на сълзите, инфекциозните заболявания и трудността при адаптиране към ново място също довеждат до значителни човешки загуби. Не всички индианци чокто са се преместили. Няколко хиляди решават да останат под юрисдикцията на белите власти, но не по-малко изпитания ги очакват.

## Писмо
В писмо, което Харкинс пише на 22-годишна възраст, той обяснява мотивите на чокто да им попречи да останат в родината си под управлението на белите и осъжда потисническата и коварна индианска политика на американците. По-специално той пише:
| „ | Не без смущение се заех да се обърна към американския народ, ясно осъзнавайки и усещайки своята некомпетентност, и вярвайки, че вашите просветени и просветени умове едва ли биха се заинтересували от обръщението на някой си чокто... Озовахме се между две злини и избрахме, според нас по-малкото. Не можахме да признаем правото, което щатът Мисисипи си бе присвоил – правото да бъде наш законодател и съдия. Въпреки че държавните власти са компетентни да създават закони за собствените си граждани, това не означава, че те ще бъдат добри законодатели за чокто, народ, толкова различен по характер и обичаи от белите. Да предположим дори, че властите разбират проблемите на нашия народ, но могат ли да премахнат планината от предразсъдъци, които винаги са пречели на тържеството на правовата държава и са стояли като непреодолима преграда между благотворната справедливост и любимия ми народ. Ние, чокто избираме да страдаме и да останем свободни, вместо да живеем под опустошенията на законите, в чието създаване не сме участвали. Въпреки че щатът Мисисипи ни донесе много злини, аз му отправям само искрените си пожелания за просперитет и щастие от дъното на сърцето си. Иска ми се да се надявам, че в бъдеще новите поколения няма да усетят последиците от репресиите, които ни бяха толкова жестоко подложени, нека мирът и щастието бъдат тяхната награда. Сред мрака и ужаса на днешната ни раздяла, ние сме окуражени от надеждата, че скоро ще достигнем земята, предназначена за нас, и нищо друго освен най-гнусното предателство никога няма да ни я отнеме, на нея ще можем да живеем свободни. Въпреки че вашите предци спечелиха свободата на полето на битка и слава, нашите предци бяха свободни от момента на раждането, но вие ни принудихте да купим свободата си като най-презрени роби. | “ |

## Последици
Писмото на Харкинс е публикувано в американската преса и предизвиква известен резонанс, но не променя отношението на белите заселници към индианците. Впоследствие американски публицисти протестират срещу насилственото депортиране на индианците чероки, по време на което загинват около 20% от индианците от племето. Но тези протести също не оказват никакво влияние върху политиката на американското правителство.
Предположенията на Харкинс, че индианците, останали под властта на белите, ще бъдат изправени пред дискриминация и преследване, са напълно оправдани. През 1849 г. те описват ситуацията по следния начин: „домовете ни се разрушават и изгарят, оградите ни се събарят, добитъкът се прогонва в нивите ни, а самите ние биваме бити с камшици, оковавани с окови за ръцете и краката и обиждани по всякакъв начин; нашите най-добри мъже умряха от такова отношение“. Расизмът срещу индианците от Мисисипи надхвърли расизма срещу чернокожите. Прогонването на чокто от Мисисипи продължава до началото на 20 век.
Въпреки това надеждата на Харкинс да се „сбогува“ с американския народ е напразна. В резултат на белия демографски натиск и политиката на асимилация на правителството на САЩ, индианската територия и територията Оклахома (думата „Оклахома“ на езика на чокто означава „червени хора“) с ликвидирани и след сливане станаха обикновени американски щат Оклахома с територии на „племенна юрисдикция“.
През 2011 г. нацията Чокатау на Оклахома има 223 279 регистрирани членове, от които само 84 670 живеят в Оклахома. Племенната юрисдикция на чокто (28 140 km²) е дом на 233 126 граждани, повечето от които не са чокто. През 1934 г. е приет Законът за реорганизация на индианците, който възстановява някои права на местното население, а през 1945 г. чокто успяват да възстановят малък резерват в родината на своите предци в Мисисипи.